# اد وود
ادوارد دیویس وود، جونیور (۱۹۲۴–۱۹۷۸) (به انگلیسی: .Edward Davis Wood, Jr) کارگردان، نویسنده، تهیه‌کننده و بازیگر B فیلم‌های آمریکایی در دهه ۱۹۵۰ بود. در حالی که در اکثر فیلم‌هایش همهٔ مسئولیت‌های ذکر شده را هم‌زمان بر عهده می‌گرفته. بلا لاگوسی بازیگر مشهور شده به نقش دراکولا در اواخر عمر در فیلم‌های او بازی می‌کرد.
اد وود کارگردان فیلم‌های کلاسیکی مثل «گلن یا گلندا»، «عروس هیولا»، «بدنام تر از همه» و «نقشه ۹ از فضای خارج» بود که در سال ۱۹۷۸ و در سن پنجاه و چهار سالگی در فقر و گمنامی درگذشت. او به طرزی غم‌انگیزی در اواخر دهه ۱۹۸۰ پس از مرگ به دلیل این که فیلم او، یعنی «نقشهٔ ۹ از فضای خارج»، بدترین فیلم همه تاریخ لقب گرفت، به شهرتی افسانه‌ای رسید. وود که در سال ۱۹۲۴ در پاکیپسی، نیویورک زاده شده بود، همهٔ عمر خود را در هالیوود زندگی کرد به این امید که اورسن ولز بعدی شود، ولی هرگز حتی قدری هم به او نزدیک نشد.
وی توسط عده‌ای از منتقدین به عنوان «بدترین کارگردان تاریخ» شناخته شده‌است. به همین مناسبت جایزهٔ بوقلمون طلایی توسط دو تن از منتقدین دو سال پس از مرگ وی به وی تعلق گرفت که در شهرت او نقش به سزایی ایفا کرد.
تیم برتون زندگی وی را در فیلمی به نام ادوود با بازی جانی دپ به شیوه مخصوص خود شرح داده است.

## بخشی از فیلمشناسی
- ونوس مگس‌خوار (۱۹۷۰) فیلم‌نامه
- طرح شماره ۹ بیرون از فضا (۱۹۵۹) فیلم‌نامه تهیه‌کننده کارگردان تدوین
- عروس هیولا (۱۹۵۵) کارگردان
- گلن یا گلندا (۱۹۵۳) کارگردان فیلم‌نامه بازیگران
- مجلس عیاشی مردگان (۱۹۶۵) فیلم‌نامه